# Apanteles concordalis
Apanteles concordalis är en stekelart som beskrevs av Cameron 1911. Apanteles concordalis ingår i släktet Apanteles och familjen bracksteklar. Inga underarter finns listade i Catalogue of Life.